# Ney Kan
Ney Kan (persiska: نی كن) är en ort i Iran.   Den ligger i provinsen Kohgiluyeh och Buyer Ahmad, i den centrala delen av landet, 500 km söder om huvudstaden Teheran. Ney Kan ligger 538 meter över havet och antalet invånare är 143.
Terrängen runt Ney Kan är varierad. Runt Ney Kan är det ganska glesbefolkat, med 47 invånare per kvadratkilometer. Närmaste större samhälle är Līkak, 15,3 km sydost om Ney Kan. Trakten runt Ney Kan är ofruktbar med lite eller ingen växtlighet.